# Zeche Verlorener Sohn
Die Zeche Verlorener Sohn (ursprünglich Verlohrner Sohn) war eine Kleinzeche im Hattinger Ortsteil Winz-Baak und im Bochumer Stadtteil Linden. Der letzte sichtbare Rest der bis zu 260 m tiefen Schachtanlage bildet das Mauerwerk der Verladerampe, über die 1 Million Tonnen Kohle verladen wurde. Man findet sie noch heute auf der Straße „In der Aar“ (bis in die 1960er Jahre hieß diese „Am verlorenen Sohn“). In unmittelbarer Nachbarschaft liegt nördlich das Grubenfeld der Kleinzeche Nordpol an der Surenfeldstraße in Linden sowie ca. 300 m westlich das der Kleinzeche Ruhrtal und weiter das der Zeche Vereinigte Dahlhauser Tiefbau. In ihrer Blütezeit waren bis zu 250 Kumpel angelegt.

## Erste Abbauphase
Bereits im 18. Jahrhundert urkundlich erwähnt, war die Anlage zumindest von 1839 bis 1924 in Betrieb. Sie wurde am 1. Mai 1906 offiziell in Betrieb genommen und bestand aus zwei Stollen. Die Abnahme der ersten Kohlenverladung durch die Bergbehörde erfolgte am 6. November 1906. Da sich der Abbau nicht rentierte, wurde der Betrieb über der Stollensohle im Jahr 1912 stillgelegt und man versuchte es in tiefer gelegenen Schichten. Hierzu wurde ein Schacht zu der in 125 m Teufe gelegenen Tiefbausohle geschlagen. 1913 gehörte die Zeche zur Bergbaugesellschaft mit beschränkter Haftung Vereinigtes Glückauf. Man begann mit dem Abteufen eines Hauptförderschachtes. Auf einer Sohle bei 55 m wurden ab diesem Jahr in drei Flözen Fett-, Ess- und Magerkohlen abgebaut.
Beginnend von der verbliebenen Verladerampe befinden sich diese Flöze und somit auch das Abbaugebiet parallel zu den Straßen Im Langen Siepen und Bachstraße in nordöstlicher Richtung. Sie queren die Dahlhauser Straße zwischen den Häusern Nr. 87 und 99. Dort befanden sich eine Maschinenkammer und ein Gesenk. Laut Gutachten des Bergamtes Gelsenkirchen vom 17. November 1913 hat im Flöz Silberbank kein starker Abbau stattgefunden. Zwischen den anderen beiden Flözen gab es mindestens fünf Aufbrüche und eine Richtstrecke.
Von den Stollen und den Teilsohlen aus sind gemäß Gutachten folgende drei Flöze, vom Hangenden zum Liegenden gerechnet, gebaut worden:
1. Flöz Silberbank, Mächtigkeit 2 m Kohle, in den Jahren 1908–1910 sowohl über als auch unter der Stollensohle mit Bergeversatz
2. Flöz Große Nebenbank, Mächtigkeit 0,82 m Kohle, in den Jahren 1908 und 1909 über der Stollensohle mit Bergeversatz
3. Flöz Sonnenschein, Mächtigkeit 3 m Kohle, in den Jahren 1909–1911 über und unter der Stollensohle bis zur 2. Teilsohle mit Bergeversatz

Da die geförderte Tonnenzahl jedoch ständig abnahm, wurde die Zeche vor dem Ersten Weltkrieg stillgelegt.

## Zweite Abbauphase
Nach dem Krieg versuchte man es erneut mit dem Kohlenabbau. In den 1920er Jahren erhielt die Zeche einen modernen Ausbau mit Wäschen, Kohlenturm und weiteren Übertageanlagen. Somit verfügte sie über ein Bürogebäude sowie Waschkaue, Lampenstube, Brikettfabrik, Sieberei, Pferdestall und Magazin. Über die Verladerampe und die Brücke zur Sieberei fuhr eine kleine Lokomotive, denn einen Benzollokomotivschuppen gab es nördlich der Rampe auch.
Zu dieser Zeit erhielt die Zeche Verlorener Sohn auch einen Anschluss an die Mittlere Ruhrtalbahn zwischen Hattingen und Dahlhausen, das damals noch kommunal eigenständig war. Die Anbindung erfolgte in Richtung Westen über das nahegelegene Wasserwerk zum Gleisanschluss der Zeche Dahlhauser Tiefbau.

## Konkurs
Im Oktober 1924 meldete der Betreiber Konkurs an. Danach wurde nach Überlieferungen auf den Winz-Baaker Ruhrhöhen noch bis ca. 1926 weiter gefördert. Im Sommer 1929 wurden alle Gebäude abgerissen und die Gleise für den Anschluss an die Mittlere Ruhrtalbahn entfernt. 
Während und nach dem Zweiten Weltkrieg wurde der Kohleabbau in den Feldern von Verlorener Sohn weiterhin „schwarz“ betrieben. Die Steine des Stollenmundlochs wurden in der Nachkriegszeit für die Reparatur einer nahegelegenen Scheune verwendet.
Die Deutsche Steinkohle (DSK) hat später die Zeche frei von jeglicher Belastung übernommen, so dass für zukünftig erforderliche Sicherungsmaßnahmen der Grundstückseigentümer aufkommen muss. Die durch den Abbau verursachten und entstandenen Bergschäden wurden nämlich im Rahmen eines Konkursverfahrens im Jahre 1924 mit Amtsgerichtsbeschluss vom 6. November 1926 abschließend abgegolten. Im Rahmen einer Versteigerung hat die Bergbau AG Baak im Jahre 1925 das Grubenfeld der Zeche Verlorener Sohn übernommen. Heute gehört es zum Stillstandsbereich Pörtingsiepen/Carl Funke.

## Tagesbrüche
Ein Großteil der Flöze wurde nicht verfüllt, sodass es ab den 1950er Jahren zu größeren Tagesbrüchen kam.
- So entkam im Jahre 1955 ein Kind mit seinem Roller nur knapp einem Unglück.

- Später ist ein Traktor beim Pflügen bis zur Hälfte in einem Tagesbruch verschwunden und musste mit einem Kran herausgehoben werden.

- Am 12. Februar 1970 ereignete sich nördlich der Straße Im Langen Siepen auf der Dahlhauser Straße der größte Tagesbruch Hattingens, der mit einer Tiefe von 80 m auch einer der größten im ganzen Ruhrgebiet war. Der betreffende Fernsehbericht der Sendung Hier und heute befindet sich im Archiv des Westdeutschen Rundfunks.

Gegen 18:45 bildete sich in Höhe der Dahlhauser Straße 87 von der Straßenmitte aus ein Krater von ca. 15 m Durchmesser. Nur mit einem geglückten Manöver des Busfahrers entging der Linienbus 59 (heute 359) mit 31 Fahrgästen einer Katastrophe. Ein 15 m hoher Stromgittermast verschwand spurlos in der Tiefe. Später sackte laut Zeitungsbericht der Westdeutschen Allgemeinen Zeitung vom 5. Februar 2000 auch noch ein Transformatorenhäuschen ab. Der Transformator konnte nicht mehr gerettet werden.
Der Tagesbruch wurde mit einer großen Betonplatte abgedeckt, für die mehr als 130 m³ Beton verbaut wurden. Das Gebiet wird bis heute regelmäßig vom zuständigen Bergamt Gelsenkirchen untersucht.